# Poliedro proyectivo

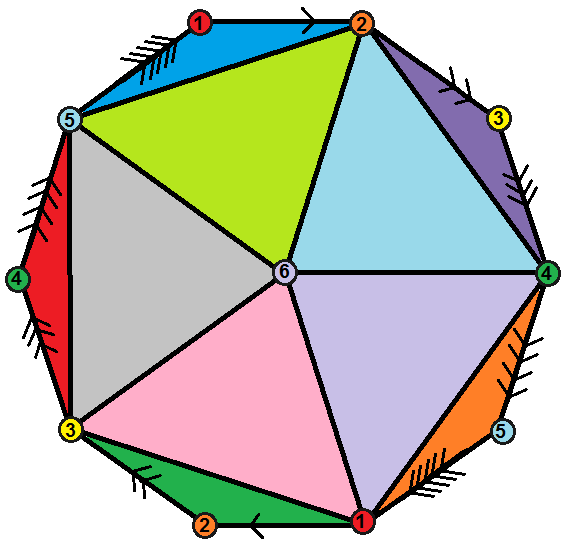
Diagrama de Schlegel decagonal de un hemicosaedro

En geometría, un poliedro proyectivo (globalmente) es un teselado del plano proyectivo real. Es el análogo proyectivo de un poliedro esférico (teselación de la esfera) y de un poliedro toroidal (teselación de los toroides).
Los poliedros proyectivos también se denominan teselados elípticos, o mosaicos elípticos, refiriéndose al plano proyectivo como geometría elíptica (proyectiva), por analogía con poliedro esférico, un sinónimo de "poliedro esférico". Sin embargo, el término geometría elíptica se aplica tanto a geometrías esféricas como proyectivas, por lo que el término conlleva cierta ambigüedad para los poliedros.
Considerando la descomposición celular del plano proyectivo, poseen característica de Euler 1, mientras que los poliedros esféricos tienen la característica de Euler 2. El calificador "globalmente" contrasta con los poliedros proyectivos "localmente", definidos en la teoría de politopos abstractos.
Los poliedros proyectivos no superpuestos (de densidad 1) se corresponden con los poliedros esféricos (equivalentemente, politopos convexos) con simetría central. Esto se desarrolla y amplía a continuación en los puntos dedicados a su relación con los poliedros esféricos y con los poliedros tradicionales.

## Ejemplos

El hemicubo es un poliedro proyectivo regular con 3 caras cuadradas, 6 aristas y 4 vértices

Los ejemplos más conocidos de poliedros proyectivos son los poliedros proyectivos regulares, los cocientes de los sólidos platónicos (dotados de simetría central), así como dos clases infinitas de pares de diedros y hosoedros:
- Hemicubo, {4,3}/2
- Hemioctaedro, {3,4}/2
- Hemidodecaedro, {5,3}/2
- Hemicosaedro, {3,5}/2
- Hemidiedro, {2p,2}/2, p>=1
- Hemihosoedro, {2,2p}/2, p>=1

Estos poliedros se pueden obtener tomando el cociente del poliedro esférico asociado por el mapa antipodal (identificando puntos opuestos en la esfera).
Por otro lado, el tetraedro no tiene simetría central, por lo que no existe el "hemitetraedro" (véase a continuación el apartado dedicado a la relación con los poliedros esféricos).

### Hemipoliedros

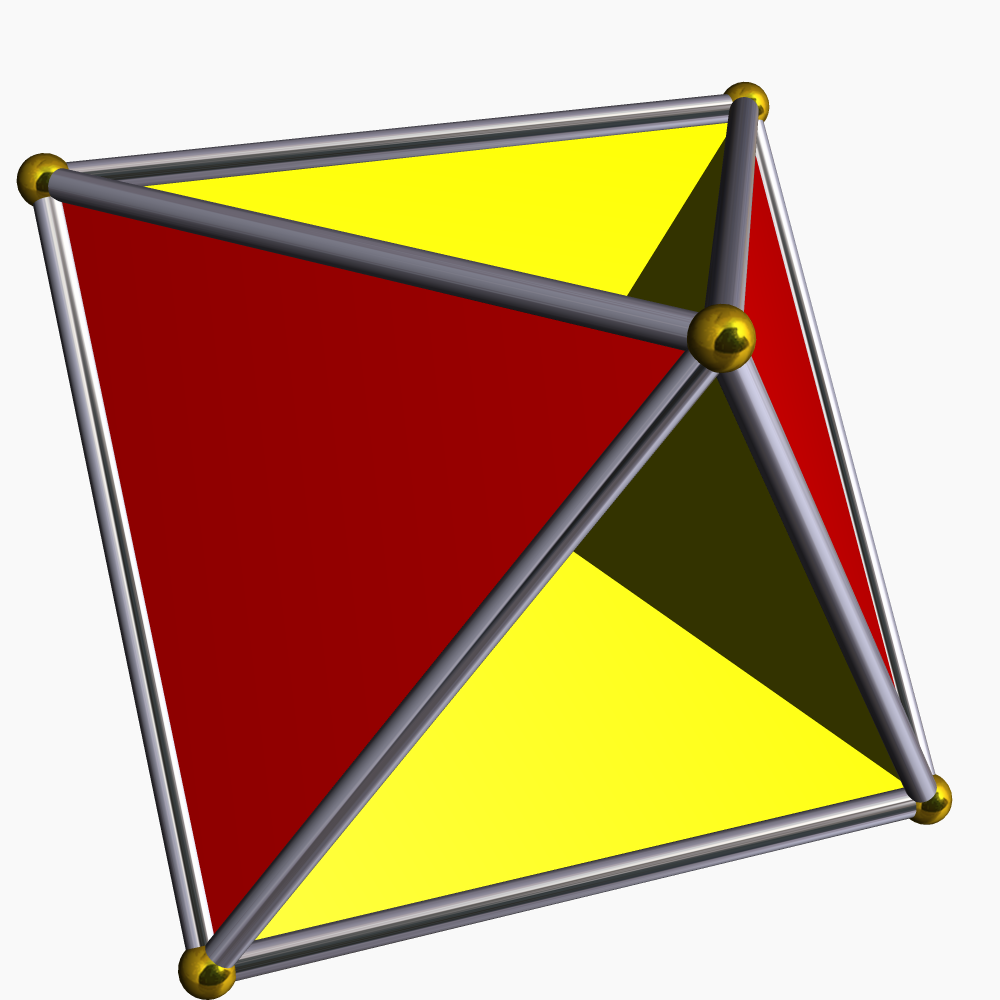
El tetrahemihexaedro es un poliedro proyectivo, el único poliedro proyectivo uniforme inmerso en el espacio euclídeo tridimensional

Debe tenerse en cuenta que el prefijo "hemi-" también se usa para referirse a los hemipoliedros, que son poliedros uniformes que tienen algunas caras que pasan por el centro de simetría. Como estos no definen poliedros esféricos (porque pasan por el centro, que no corresponde a un punto definido en la esfera), no definen poliedros proyectivos mediante el mapa cociente del espacio tridimensional (menos el origen) con respecto al plano proyectivo.
De estos hemipoliedros uniformes, solo el tetrahemihexaedro es topológicamente un poliedro proyectivo, como puede verificarse por su característica de Euler y su conexión visualmente obvia con la superficie de Steiner. Está doblemente recubierto por el cuboctaedro y se puede realizar como el cociente del cuboctaedro esférico por el mapa antipodal. Es el único poliedro uniforme (tradicional) que es proyectivo, es decir, el único poliedro proyectivo uniforme que inmerso en el espacio euclídeo tridimensional como un poliedro tradicional uniforme.

## Relación con los poliedros esféricos
Existe un espacio recubridor {\displaystyle S^{2}\to \mathbf {RP} ^{2}} en relación 2 a 1 de la esfera sobre el plano proyectivo, y bajo esta aplicación, los poliedros proyectivos corresponden a poliedros esféricos con simetría central: el doble recubrimiento de un poliedro proyectivo es un poliedro esférico con simetría central. Además, debido a que un espacio recubridor es un homeomorfismo local (en este caso, una isometría), tanto el poliedro esférico como el proyectivo correspondiente están asociados al mismo politopo abstracto.
Por ejemplo, el recubrimiento doble del hemicubo (proyectivo) es el cubo (esférico). El hemicubo tiene 4 vértices, 3 caras y 6 aristas, cada uno de los cuales está recubierto por 2 copias en la esfera, por lo que el cubo tiene 8 vértices, 6 caras y 12 aristas, mientras que ambos poliedros tienen una figura de vértices 4,4,4 (es decir, 3 cuadrados que se encuentran en cada vértice).
Además, el grupo simétrico (de las isometrías) de un poliedro proyectivo y del poliedro esférico que lo recubre están relacionados: las simetrías del poliedro proyectivo se identifican naturalmente con las simetrías de "rotación" del poliedro esférico, mientras que el grupo de simetría completo del poliedro esférico es el producto de su grupo de rotación (el grupo de simetría del poliedro proyectivo) y el grupo cíclico de orden 2, {±I} (véase a continuación el apartado dedicado al Grupo de simetría para obtener detalles).
Los poliedros esféricos sin simetría central no definen un poliedro proyectivo, ya que las imágenes de vértices, aristas y caras se superpondrán. En el lenguaje de los teselados, la imagen en el plano proyectivo es un teselado de grado 2, lo que significa que recubre el plano proyectivo dos veces (en lugar de 2 caras en la esfera correspondientes a 1 cara en el plano proyectivo, cubriéndola dos veces, cada cara en la esfera corresponde a una sola cara en el plano proyectivo), por lo que la recubre dos veces como se ha señalado.
La correspondencia entre poliedros proyectivos y poliedros esféricos centralmente simétricos se puede extender a una conexión de Galois que incluya todos los poliedros esféricos (no necesariamente simétricos centralmente) si las clases se extienden para incluir teselados de grado 2 del plano proyectivo, cuyos recubrimientos no son poliedros sino los politopos compuestos de un poliedro no centralmente simétrico, junto con su inverso central (un compuesto de 2 poliedros). Esto geometriza la conexión de Galois al nivel de los subgrupos finitos de O(3) y PO(3), bajo los cuales la adjunción es la "unión con inverso central". Por ejemplo, el tetraedro no es centralmente simétrico y tiene 4 vértices, 6 aristas y 4 caras, y la figura de vértice 3.3.3 (3 triángulos que se encuentran en cada vértice). Su imagen en el plano proyectivo tiene 4 vértices, 6 aristas (que se cortan) y 4 caras (que se superponen), cubriendo el plano proyectivo dos veces. Su recubrimiento es una estrella octángula, equivalentemente, el compuesto de dos tetraedros, que tiene 8 vértices, 12 aristas y 8 caras, y la figura de vértice 3.3.3.

## Generalizaciones
En cambio, en el contexto de los politopos abstractos, se habla de "politopos proyectivos localmente" (véase politopo abstracto: topología local). Por ejemplo, el 11-celdas es un "politopo localmente proyectivo", pero no es un poliedro globalmente proyectivo, ni de hecho tesela "ninguna" variedad, ya que no es localmente euclidiano, sino localmente proyectivo como su nombre indica.
Los politopos proyectivos se pueden definir en una dimensión superior como teselados del espacio proyectivo en una dimensión menos. Definir politopos proyectivos de dimensión k en un espacio proyectivo de dimensión n es algo más complicado, porque la definición habitual de politopos en el espacio euclídeo requiere tomar combinaciones convexas de puntos, que no es un concepto proyectivo y se aborda con poca frecuencia en la bibliografía, aunque se ha definido en algunos casos (como en Vives y Mayo, 1991).

## Grupo de simetría
El grupo de simetría de un politopo proyectivo es un subgrupo finito (por lo tanto, discreto) de grupo ortogonal proyectivo, PO y, a la inversa, cada subgrupo finito de PO es el grupo de simetría de un politopo proyectivo al tomar el politopo dado por imágenes de un dominio fundamental para el grupo .
Las dimensiones relevantes son las siguientes: el espacio proyectivo real de dimensión n es la proyectivización del espacio euclídeo, {\displaystyle \mathbf {RP} ^{n}=\mathbf {P} (\mathbf {R} ^{n+1}),} (n+1) dimensional, por lo que el grupo ortogonal proyectivo de un espacio proyectivo de dimensión n se denota como:
{\displaystyle PO(n+1)=P(O(n+1))=O(n+1)/\{{\text{±}}I\}}
Si n=2k es par (entonces n+1 = 2k+1 es impar), entonces O(2k+ 1) = SO(2k+1)×{±I} se descompone como un producto, y por lo tanto:
{\displaystyle PO(2k+1)=PSO(2k+1)\cong SO(2k+1)}
por lo que el grupo de las isometrías proyectivas puede identificarse con el grupo de las isometrías rotacionales.
Así, en particular, el grupo de simetría de un poliedro proyectivo es el grupo de simetría "rotacional" del poliedro esférico que lo cubre; el grupo de simetría completa del poliedro esférico es entonces solo el producto directo con simetría central, que es el núcleo en el paso al espacio proyectivo. El plano proyectivo no es orientable y, por lo tanto, no existe una noción distinta de "isometrías que conservan la orientación de un poliedro proyectivo", que se refleja en la igualdad PSO(3) = PO(3).
Si n=2k + 1 es impar, entonces O(n+1) = O(2k+2) no se descompone como un producto y, por lo tanto, el grupo de simetría del politopo proyectivo no es simplemente las simetrías rotacionales del politopo esférico, sino un cociente de 2 a 1 del grupo de simetría completo del politopo esférico correspondiente (el grupo esférico es una extensión central del grupo proyectivo). Además, en dimensión proyectiva impar (dimensión vectorial par) {\displaystyle PSO(2k)\neq PO(2k)} y, en cambio, es un subgrupo propio (de índice 2), por lo que existe una noción distinta de isometrías que conservan la orientación.
Por ejemplo, en n = 1 (polígonos), las simetrías de un 2r-gono es el grupo diedral Dih2r (de orden 4r), con grupo rotacional el grupo cíclico C2r, siendo estos subgrupos de O(2) y SO(2), respectivamente. La proyectivización de un 2r-gono (en el círculo) es un r-gono (en la línea proyectiva), y en consecuencia los grupos cocientes, subgrupos de PO(2) y PSO(2) son Dihr y Cr. Debe tenerse en cuenta que el mismo diagrama conmutativo de subgrupos está presente para el cuadrado del grupo espinorial y grupo pinorial – espin(2), Pin+(2), SO(2), O(2) – aquí ascendiendo a un recubrimiento doble, en lugar de descender a un cociente de 2 lóbulos.
Por último, por el teorema del retículo existe una conexión de Galois entre subgrupos de O(n) y subgrupos de PO(n), en particular de subgrupos finitos. Bajo esta conexión, los grupos de simetría de los politopos centralmente simétricos corresponden a los grupos de simetría del politopo proyectivo correspondiente, mientras que los grupos de simetría de los politopos esféricos sin simetría central corresponden a los grupos de simetría de los politopos proyectivos de grado 2 (teselados que cubren dos veces el espacio proyectivo), cuya cobertura (correspondiente a la adjunción de la conexión) es un compuesto de dos politopos: el politopo original y su inverso central.
Estos grupos de simetría deben compararse y contrastarse con grupos poliédricos binarios, al igual que Pin±(n) → O(n) es un recubrimiento de 2 a 1 y, por lo tanto, existe una conexión de Galois entre grupos poliédricos binarios y grupos poliédricos. O(n) → PO(n) es un recubrimiento de 2 a 1 y, por lo tanto, posee una conexión de Galois análoga entre subgrupos. Sin embargo, mientras que los subgrupos discretos de O(n) y PO(n) corresponden a grupos de simetría de politopos esféricos y proyectivos, asociados geométricamente al mapa de cobertura {\displaystyle S^{n}\to \mathbf {RP} ^{n},}, no hay espacio de cobertura de {\displaystyle S^{n}} (para {\displaystyle n\geq 2} ) ya que la esfera es simplemente conexa y, por lo tanto, no existe un "politopo binario" correspondiente para el cual los subgrupos pinoriales sean grupos de simetría.